# Endecatomus rugosus
Endecatomus rugosus is een keversoort uit de familie Endecatomidae. De wetenschappelijke naam van de soort is voor het eerst geldig gepubliceerd in 1838 door Randall.